# Wyspy Flegrejskie
Wyspy Flegrejskie (wł. Isole Flegree) – archipelag na południu Włoch, w Zatoce Neapolitańskiej, złożony z wysp Ischia, Procida, Nisida i Vivara. Również położona w Zatoce wyspa Capri nie należy natomiast do archipelagu.